# Amazulu (banda)
Amazulu foram uma banda britânica ska/pop da década de 1980. Composto por cinco mulheres e um homem, conseguiram o sucesso nas paradas do Reino Unido com quatro melhores vinte hits - o maior deles é "Too Good To Be Forgotten" em 1986.[carece de fontes?]

## Carreira

### Primeiros tempos e sucesso
O nome Amazulu é tirado da uma palavra da língua zulu do povo zulu. A banda foi iniciada por Sharon Bailey e Rose Minor, que era a cantora principal. Bailey também foi o gerente original da banda. Todos os membros eram do sexo feminino, com exceção do baterista, Nardo Bailey. Falcon Stuart, o ex-gerente de X-Ray Spex e Adam and the Ants, descobriram o ato e ajudaram a promover seu primeiro single, "Cairo" para um sucesso modesto no Reino Unido, que incluído  airplay de BBC Radio 1 John Peel.[carece de fontes?]
A banda começou a ganhar espaço na televisão, inclusive em The Young Ones (1984) e Top of the Pops (1985), que ajudaram a ampliar sua fama. Eles conseguiram hits que incluiu "Excitable" e "Too Good to Be Forgotten", o último dos quais foi originalmente gravado por The Chi- Lites. A banda conseguiu um menor sucesso nos Estados Unidos com "Montego Bay" (uma cover da música de 1970 Bobby Bloom) em 1986; No começo do ano, tornou-se um sucesso surpresa no Canadá, conseguindo subir ao N°6. no top de singles. Naquele ano, seu álbum de tamanho completo homônimo foi lançado em Island Records, embora não tenha subido muito alto nos tops.